# Тяша Шримпф
Тяша Шримпф (словен. Tjaša Šrimpf; нар. 29 липня 1994) — колишня словенська тенісистка.
Найвищу одиночну позицію світового рейтингу — 630 місце досягла 30 вересня 2013, парну — 866 місце — 7 жовтня 2013 року.
Здобула 1 одиночний титул туру ITF.

## Фінали ITF

### Одиночний розряд (1–1)
| Легенда          |
| ---------------- |
| Турніри $100,000 |
| Турніри $75,000  |
| Турніри $50,000  |
| Турніри $25,000  |
| Турніри $10,000  |

| Фінали за покриттям |
| ------------------- |
| Тверде (0–0)        |
| Ґрунт (1–1)         |
| Трава (0–0)         |
| Килим (0–0)         |

| Результат | Дата           | Турнір                      | Покриття | Суперниця    | Рахунок  |
| --------- | -------------- | --------------------------- | -------- | ------------ | -------- |
| Перемога  | 21 серпня 2011 | Брчко, Боснія і Герцеговина | Ґрунт    | Тена Лукас   | 6–3, 6–3 |
| Поразка   | 8 квітня 2012  | Шибеник (місто), Хорватія   | Ґрунт    | Індіре Акікі | 5–7, 2–6 |

### Парний розряд (0–1)
| Легенда          |
| ---------------- |
| Турніри $100,000 |
| Турніри $75,000  |
| Турніри $50,000  |
| Турніри $25,000  |
| Турніри $10,000  |

| Фінали за покриттям |
| ------------------- |
| Тверде (0–0)        |
| Ґрунт (0–1)         |
| Трава (0–0)         |
| Килим (0–0)         |

| Результат | Дата           | Турнір      | Покриття | Партнерка   | Суперниці                       | Рахунок  |
| --------- | -------------- | ----------- | -------- | ----------- | ------------------------------- | -------- |
| Поразка   | 22 червня 2013 | Ниш, Сербія | Ґрунт    | Nerma Ćaluk | Вікторія Раїчіч Вікторія Томова | 1–6, 2–6 |

## Участь у Кубку Федерації

### Одиночний розряд
| Розіграш                                | Стадія | Дата          | Місце          | Супротивник                                   | Покриття | Суперниця         | W/L | Рахунок  |
| --------------------------------------- | ------ | ------------- | -------------- | --------------------------------------------- | -------- | ----------------- | --- | -------- |
| 2013 Fed Cup Europe/Africa Zone Group I | R/R    | 7 лютого 2013 | Ейлат, Ізраїль | Люксембург                                    | Тверде   | Клодін Шоль       | L   | 3–6, 3–6 |
| 2013 Fed Cup Europe/Africa Zone Group I | R/R    | 8 лютого 2013 | Ейлат, Ізраїль | Збірна Нідерландів з тенісу в Кубку Федерації | Тверде   | Рішель Гогеркамп  | L   | 2–6, 0–6 |
| 2013 Fed Cup Europe/Africa Zone Group I | R/R    | 9 лютого 2013 | Ейлат, Ізраїль | Болгарія                                      | Тверде   | Цветана Піронкова | L   | 0–1 ret. |

### Парний розряд
| Розіграш                                | Стадія | Дата          | Місце          | Супротивник | Покриття | Партнерка     | Суперниці               | W/L | Рахунок  |
| --------------------------------------- | ------ | ------------- | -------------- | ----------- | -------- | ------------- | ----------------------- | --- | -------- |
| 2013 Fed Cup Europe/Africa Zone Group I | R/R    | 7 лютого 2013 | Ейлат, Ізраїль | Люксембург  | Тверде   | Андрея Клепач | Анна Кремер Клодін Шоль | W   | 7–5, 6–0 |